# Hamburg Péter
Hamburg Péter (Kolozsvár, 1929. február 3. – 2021. február 15.) romániai magyar matematikus. Becski Irén (1900–1982) költő, lélektani szakíró fia.

## Életpályája
Középiskoláit a kolozsvári református kollégiumban végezte (1946), matematika szakos diplomát a Bolyai Tudományegyetemen szerzett (1949), ahol tanársegédként kezdte tudományos pályafutását. 1961-ben doktorált Gheorghe Călugăreanu akadémikus vezetésével, értekezésének címe: Despre structura algebrică și topologică a spațiilor generalizate Fantappiè. 1965-től kezdve a craiovai egyetem előadótanára volt. Később Németországba költözött.
2009-ben a kolozsvári Apáczai Csere János Líceumban (ahol annak idején feleségével, Grünfeld Erika (1928–2008) fizikatanárral, pályafutásuk elején tanítottak) ösztöndíjat alapított a legjobban teljesítő tanulók részére.

## Munkássága
Fő kutatási területe az általános topológia. A Bolyai János élete és műve című gyűjteményes munkában (1953) A. Myller akadémikus A térfogalom fejlődése című előadásának szakszerű fordításával szerepelt. Fontosabb tudományos cikkeit a budapesti ELTE Annales (Sectia Mathematica) című kiadványa, a Studia Universitatis Babeș–Bolyai (Series I. Mathematica, Physica) s a Portugaliae Mathematica folyóiratok közölték; részt vett S. Peltz–C. Itigan Gazdasági számítások címen magyarul kiadott köteteinek fordításában (1956–57). A Kis Ezermester c. sorozatban az ő fordításában jelent meg a Készítsünk elektrosztatikai készülékeket c. ifjúsági munka Aurel Băltărețutól. Ismertető cikkeit közölte a Matematikai és Fizikai Lapok és Utunk.

### Könyvei
- Matematikai játékok, Kolozsvár, 1958
- Introducere în topologia generală (sokszorosított jegyzet), Craiova, 1971
- Analiza matematică II (sokszorosított jegyzet), Craiova, 1974
- Analiza matematică II. (tankönyv, társszerző), Bukarest, 1982
- Exercises in Basic Ring Theory (társszerző: Grigore Călugăreanu), Springer, 1998